# Cathédrale de Stilo
La cathédrale de Stilo (en italien : Cattolica di Stilo) est une petite église byzantine de plan centré construite en briques dont le toit est composé de cinq dômes très caractéristiques ; elle se dresse sur le versant du mont Consolino, à Stilo, en ville métropolitaine de Reggio de Calabre. Elle constitue l'un des sites byzantins les mieux préservés de la région.
Servant d'illustration à la neuvième page du passeport italien, elle appartient depuis 2006 à la liste indicative du patrimoine mondial de l'UNESCO aux côtés de sept autres sites basiliens de Calabre.

## Toponymie
Le terme « Cattolica », issu du grec katholikì (καθολική), désigne à l'origine les églises paroissiales dotées d'un baptistère dans la nomenclature qui était d'usage au sein des provinces sud-italiennes soumises au rite byzantin. Le nom s'est conservé jusqu'à nos jours pour désigner certains lieux de culte traditionnellement liés à ce titre tels que la Cattolica dei Greci, ancienne cathédrale de Reggio de Calabre.

## Histoire

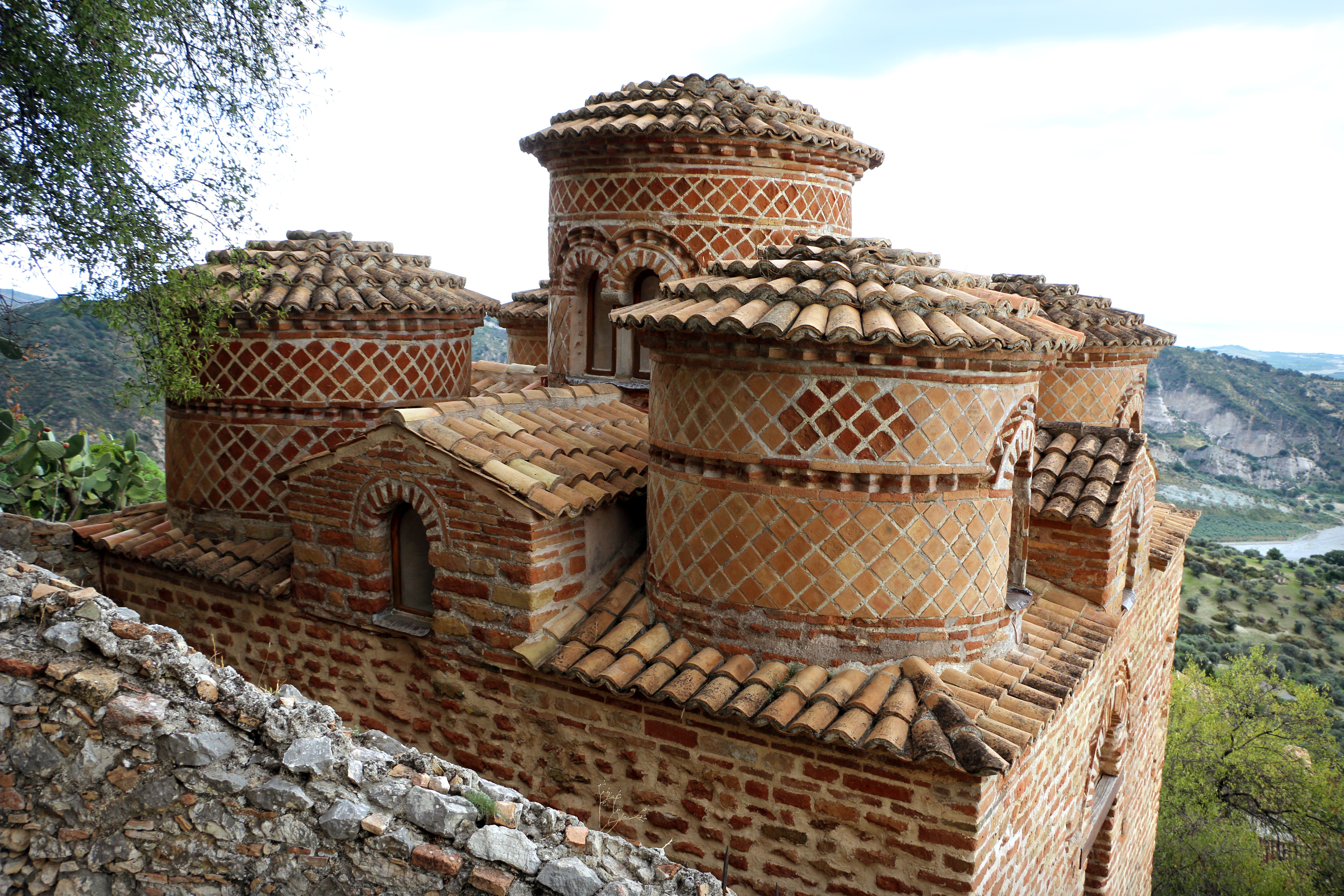
Vue latérale de l'église.

Assujettie à l'Empire byzantin jusqu'au XIe siècle, la Calabre conserve de nombreux témoignages d'art oriental dont la cathédrale de Stilo est un exemple significatif. Son entretien dépendait d'un vicaire (succédant au protopape byzantin) qui disposait du droit d'y être enterré. Les ossements humains et la précieuse bague découverts dans une sépulture en marbre attenante à l'édifice en témoignent.
Sa construction est datée entre les IXe et Xe siècles, avant la conquête normande.
Hélas, le récit de son histoire est inexistant et on ne sait pratiquement rien de l'édifice avant le XIXe siècle, lorsque son nom apparaît dans la Memoria istorico-geografica de Michelangelo Macrì (1760-1837), chanoine de Siderno, qui affirme la continuité de l'usage de cette église depuis la période médiévale. L'historien Heinrich Wilhelm Schulz en fait un croquis lors de son voyage en Calabre en 1840.

### Restaurations et études archéologiques

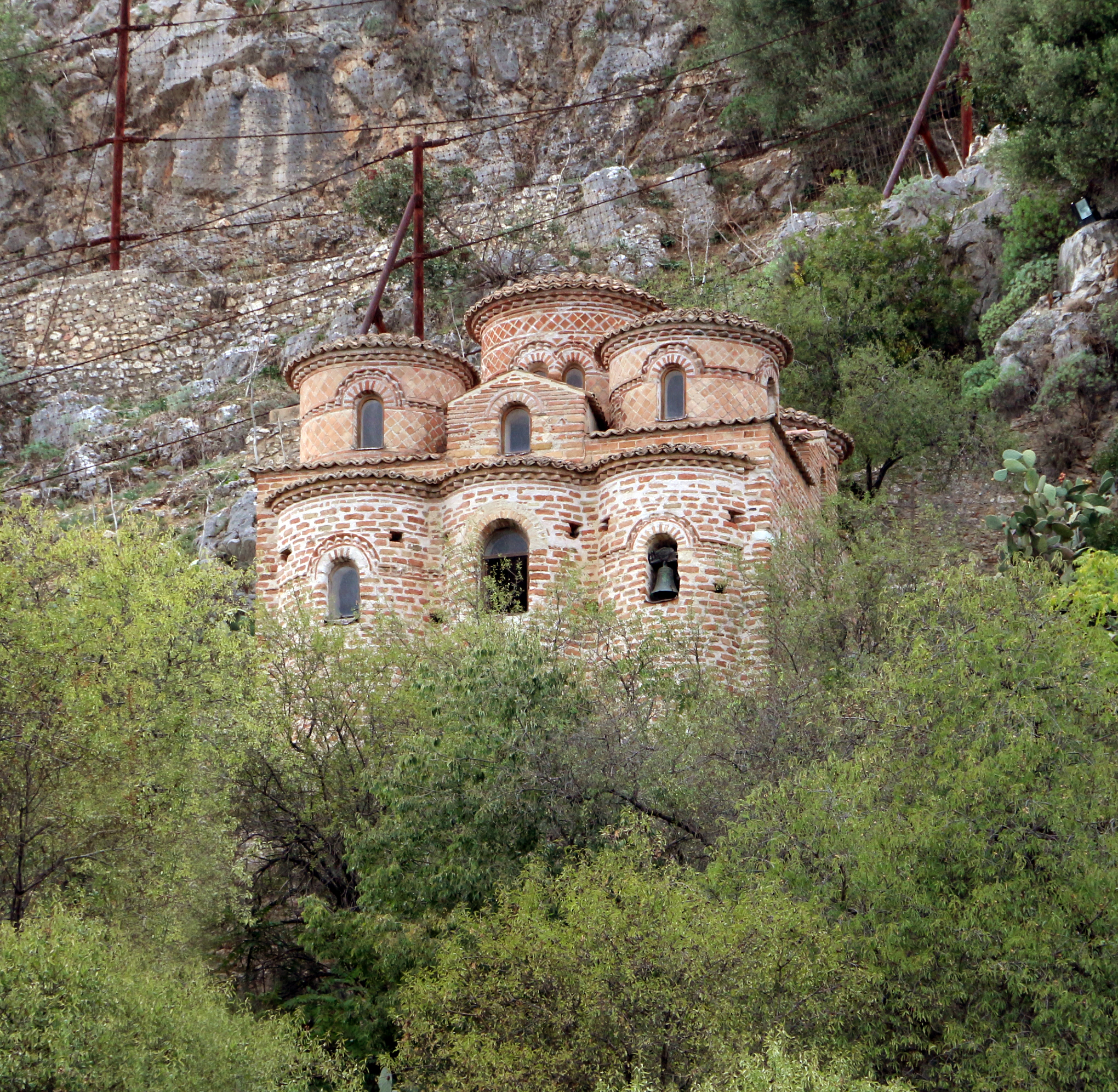
Vue de l'église depuis le contrebas.

La cathédrale de Stilo a fait l'objet de nombreuses interventions de consolidation structurelle depuis le XVIIe siècle, mais sa première restauration au sens moderne du terme a été réalisée par les soins de l'archéologue Paolo Orsi entre 1912 et 1927, au cours de laquelle une partie de la façade ainsi qu'une fenêtre trilobée se sont effondrées.
Une deuxième restauration, menée à bien par Gilberto Martelli entre 1947 et 1951, vise à restaurer « tant le revêtement en tuiles des tambours des coupoles […] que le tympan de la façade. »
Les travaux effectués entre 1968 et 1980 par Giorgio Leone ont permis de mettre au jour les fresques du Christ Pantocrator, de l'Annonciation et de Saint-Jean-Baptiste tandis que des ossements humains du bas Moyen Âge ainsi que de courtes inscriptions en arabe sont révélées par Francesco Cuteri.
De 2004 à 2006, les fresques intérieures sont restaurées grâce aux dons offerts par le Consortium Iconos.
Une nouvelle campagne de restauration dirigée par Francesco Cuteri lancée en avril 2015 a permis de confirmer la datation du passage du rite byzantin au rite latin au XVIe siècle : la fresque de la dormition de la Vierge a été peinte en 1552 et son exécution serait contemporaine du petit bénitier en granit et de l'une des cloches en bronze. Elia Fiorenza, doctorante spécialisée en histoire de la Calabre byzantine, a quant à elle découvert des inscriptions du XVe siècle en très mauvais état par le biais d'une analyse photogrammétique.

## Description

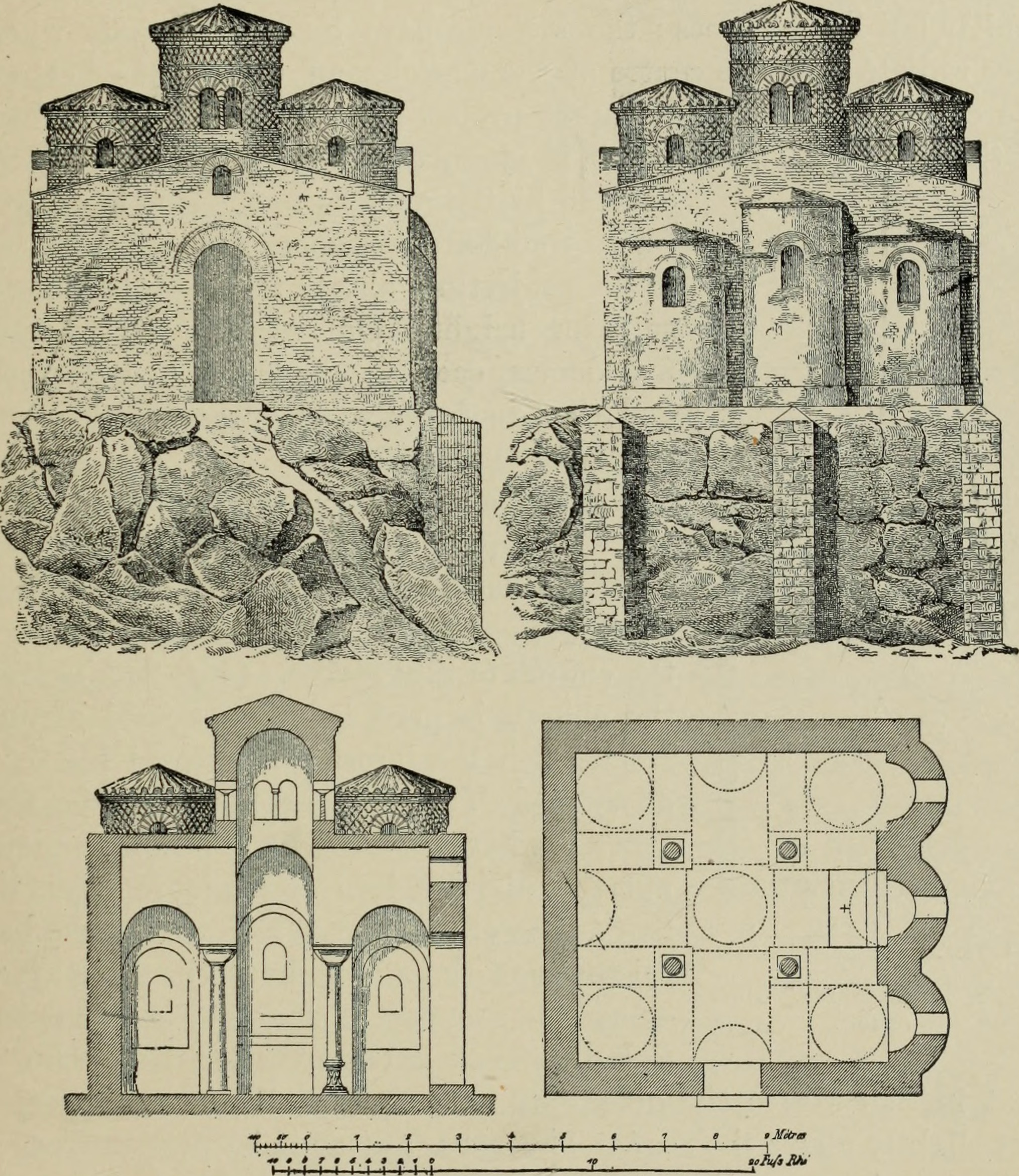
Plan et élévation de la cathédrale de Stilo.

Joyau d'art byzantin, la cathédrale de Stilo emprunte la typologie des églises en forme de croix grecque avec un plan carré typique de la période médiobyzantine. À l'intérieur, quatre colonnes compartimentent l'espace en neuf sections de dimensions approximativement égales. La partie centrale et les quatre angles sont surmontés de coupoles sur tambour de même diamètre (seule celle du centre est légèrement plus haute et plus volumineuse). Elle est flanquée de trois absides à l'est.
Cette typologie est hautement semblable à celle des églises San Marco de Rossano, San Giorgio di Pietra Cappa près de San Luca et de l'ancienne église des Ottimati de Reggio.

### Extérieur

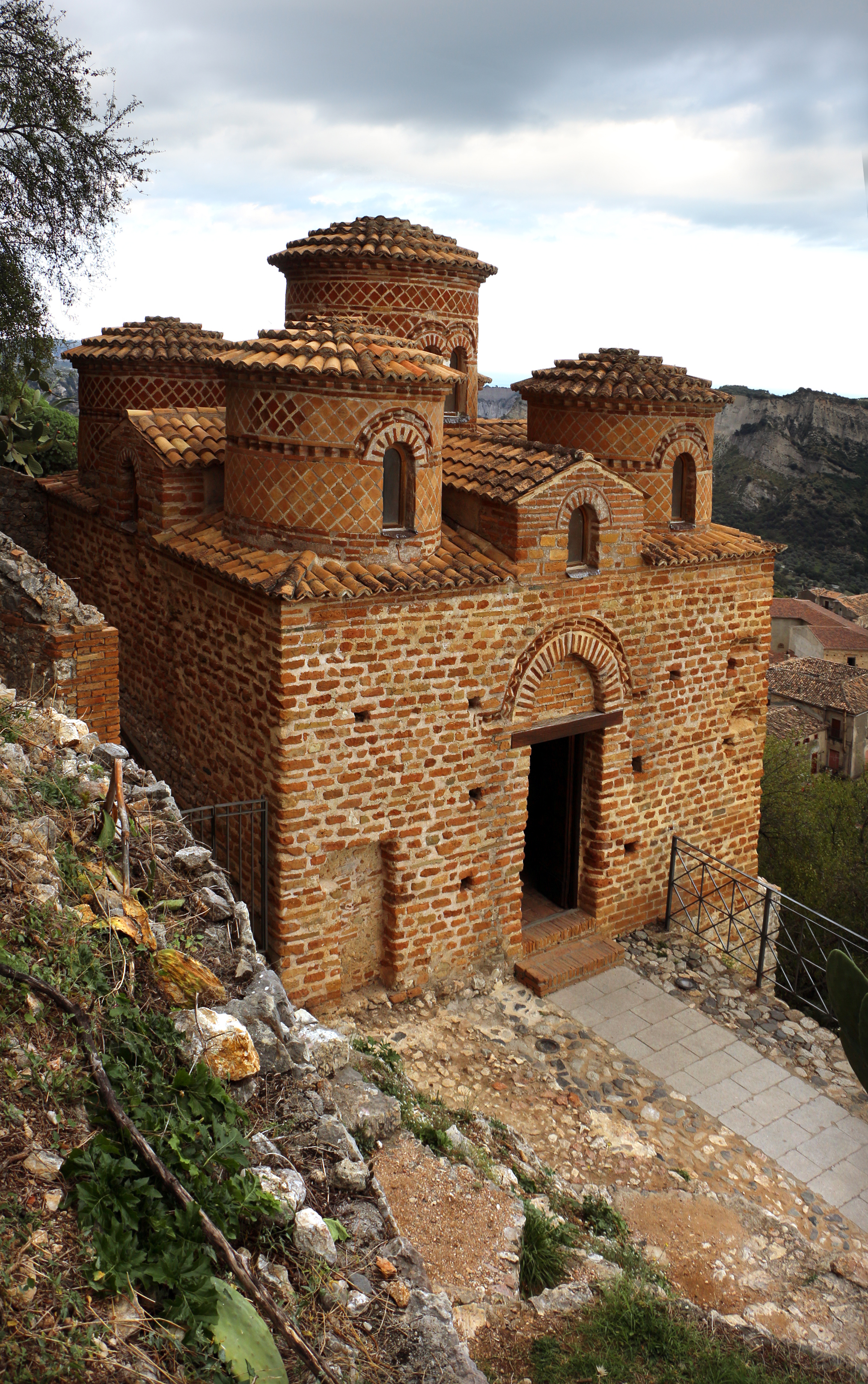
Extérieur de l'église.

L'édifice a un aspect cubique par sa forme. Les murs de façade, d'une épaisseur de 70 centimètres, sont constitués de briques assemblées au mortier. L'usage de la brique (un matériau plus onéreux que la pierre mais plus facile à manier) ainsi que la technique employée par les bâtisseurs déplaisent à Paolo Orsi, surintendant du musée national de Reggio de Calabre, qui les qualifie de « rideaux de brique de la belle époque impériale », contrairement à d'autres chercheurs qui remarquaient qu'elles servaient à « dissoudre la plasticité des murs par l'accentuation du grain et de la couleur du matériau ». Les absides sont en revanche réalisées en pierre et en brique.
L'archéologue Francesco Cuteri a trouvé sur le mur occidental une brique portant une inscription qui indique sa provenance des ateliers romains de Scolacium (cité voisine) au IIIe siècle apr. J.-C. : il est donc probable que les briques aient été prélevées sur la villa romaine de Maddaloni (Stilo) afin de permettre l'érection de la cathédrale.
À l'ouest, l'église repose partiellement sur la roche nue tandis qu'à l'est, le poids des trois absides repose sur trois couches de pierres et de briques.
Elle est dépourvue d'ornements à l'exception des cadres en briques disposés en dents de scie au sommet des fenêtres. Les petites coupoles obéissent à une structure en opus reticulatum et sont recouvertes de tuiles carrées de terre cuite disposées en losanges.

### Intérieur

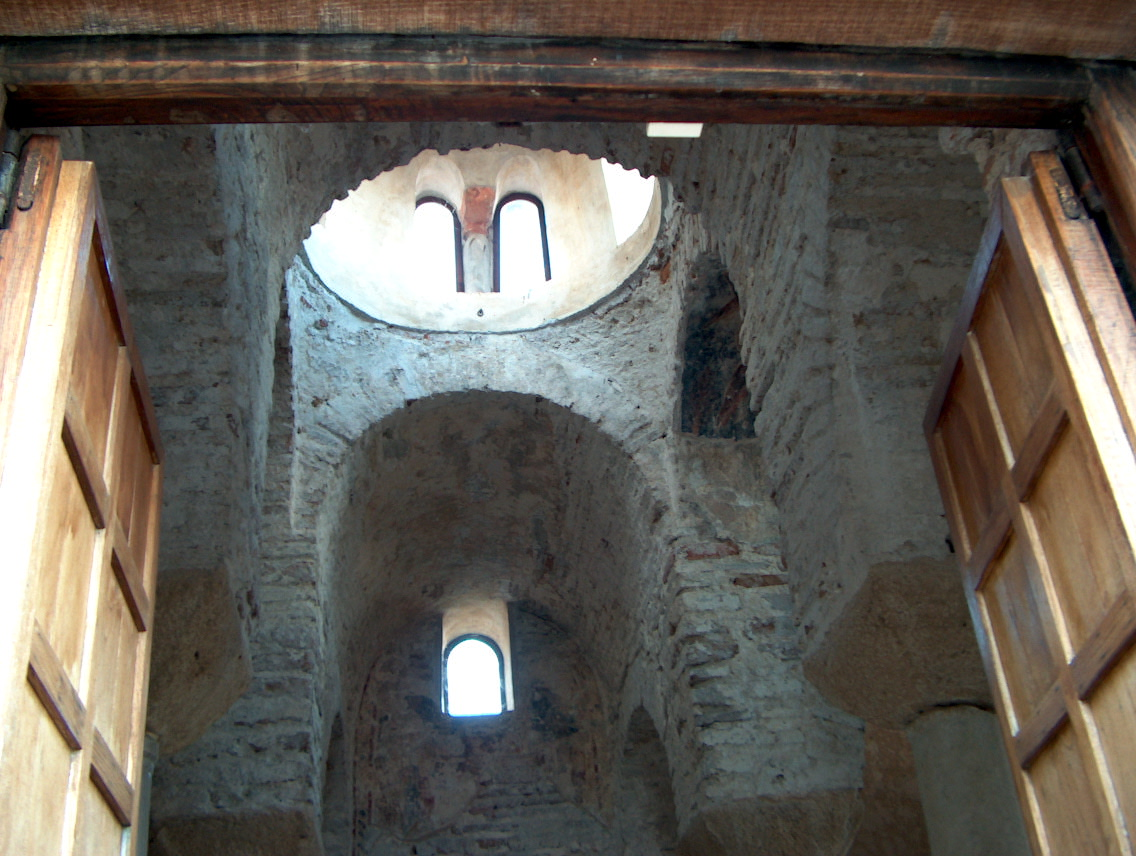
Intérieur de l'église.

La lumière qui pénètre dans la cathédrale évoque la lumière divine et accentue, de manière superficielle, les dimensions de l'espace intérieur par une disposition ingénieuse des fenêtres. Elle permettait également de mettre en valeur les fresques qui recouvraient autrefois la totalité de la surface murale.
Elle est dotée de trois absides à l'est : l'abside centrale, dite bema, abritait l'autel et le chœur ; celle du nord, la prothésis, accueillait le rite préparatoire du pain et du vin et celle du sud, le diaconicon, conservait le mobilier sacré et servait à l'habillage des prêtres avant la liturgie.

#### Inscriptions

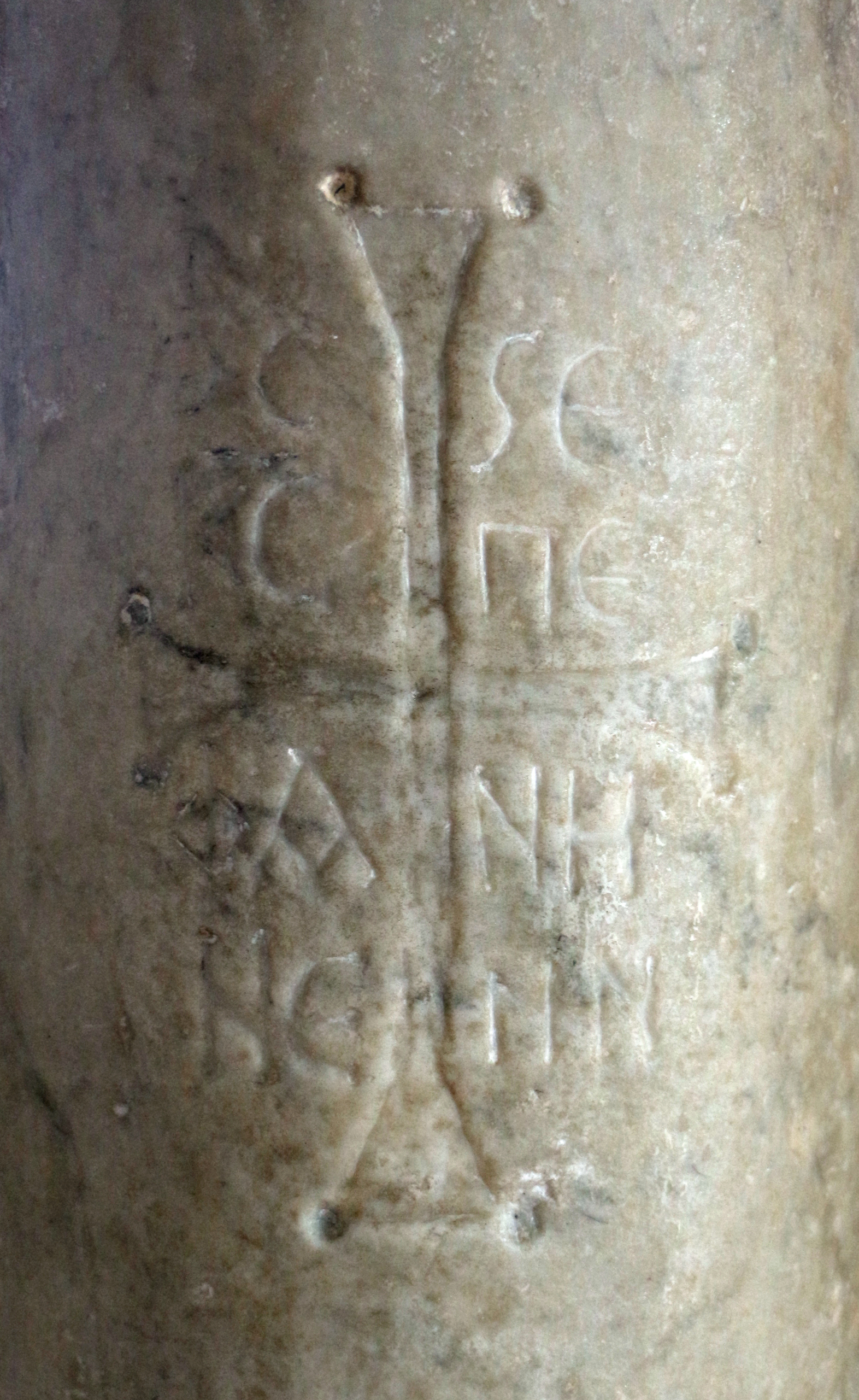
Motif de croix sur l'une des colonnes.

Au-dessus de l'abside septentrionale (la prothésis) se trouve une cloche de fabrication locale datée de 1577, époque de la conversion de la cathédrale au rite latin, avec les gravures d'une Vierge à l'Enfant, d'une croix et l'inscription suivante : 
« Verbum Caro Factum Est Anno Domini MCCCCCLXXVII Mater Misericordiæ » 
Un fragment d'ancienne colonne dans la prothésis a été remployé pour faire office de la table servant à la conservation des osties tandis que les quatre colonnes soutenant les coupoles reposent chacune sur des socles différents (dont une base ionique renversée et greffée sur un chapiteau corinthien ainsi qu'un chapiteau ionique renversé).

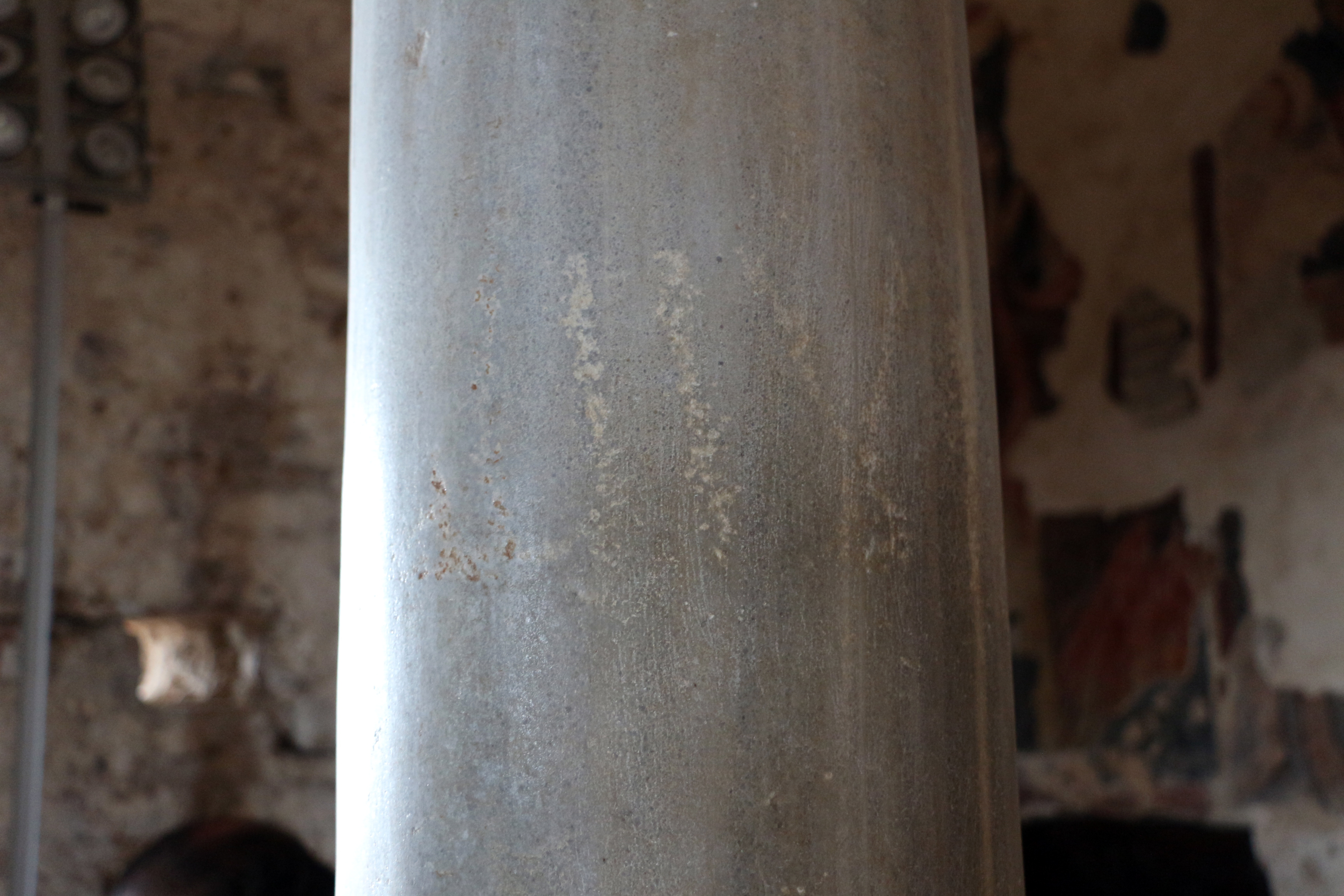
Inscriptions arabes sur l'une des colonnes.

La première colonne sur la droite de l'entrée présente une croix sculptée de lettres grecques onciales, interprétées comme une transcription du verset 27 du psaume 118 : « Deus Dominus nobis apparuit ». Le fût de la colonne porte également des inscriptions de la chahada, professions de foi musulmanes : La 'Ila ha Illa Alla h wahdahu (« Il n'y a de Dieu qu'un seul Dieu ») et LIlla hi al Hamdu (« Louange à Dieu »), découvertes par Cuteri en 1997. Deux hypothèses peuvent être avancées pour justifier la présence de ces éléments islamiques dans la cathédrale, soit elle aurait été prise par des Musulmans qui s'en seraient servis comme oratoire, ou bien la colonne était déjà gravée lorsqu'elle a été transportée sur place ; si aucune des deux hypothèses ne peut être exclue, c'est la première qui est généralement privilégiée des chercheurs alors même que les Sarrasins (dont l'objectif était souvent de piller les terres calabraises, pas leur conquête) avaient pour habitude de saccager les églises byzantines de la région, et non de les convertir à leur propre culte.

#### Fresques
Les fresques recouvraient à l'origine toutes les parois intérieures de l'édifice, et bien qu'elles n'aient pu être conservées dans leur intégralité, les fragments qu'il en reste mettent en lumière leur caractère hétérogène, leurs créations s'étalant entre les Xe et XVe siècles. Le plafond de la cathédrale est vierge, à l'exception des absides, elles aussi originellement recouvertes de fresques : 
- Bema (abside centrale) :
  - Christ Pantocrator, dans la voûte ;
  - Saint Nicolas, évêque de Myre, dans la lésène gauche ;
  - Saint Basile le Grand.
- Prothésis (abside septentrionale) :
  - Figure de saint non identifiée.
- Diaconicon (abside méridionale) :
  - Saint Jean-Baptiste (état très dégradé, conjecture avancée par Paolo Orsi).
- Mur occidental :
  - Dormition de la Vierge, avec détail discernable d'un ange coupant les mains d'un hérétique ;
  - Soldat portant une cartouche avec des inscriptions de lettres grecques ;
  - L'Annonciation de Marie avec l'Archange superposée sur une autre fresque de Saint-Jean-Baptiste dont il ne reste que le bras et la main droites effectuant un geste de bénédiction ;
  - Sainte Marguerite piétinant un serpent.
- Mur septentrional :
  - Présentation de Jésus au temple avec Anne la prophétesse ;
  - Divers saints très vénérés des byzantins, ici mal-identifiés, peut-être saint Paul (en bas à droite).
- Mur méridional :
  - Figure inconnue portant de la fourrure d'hermine.

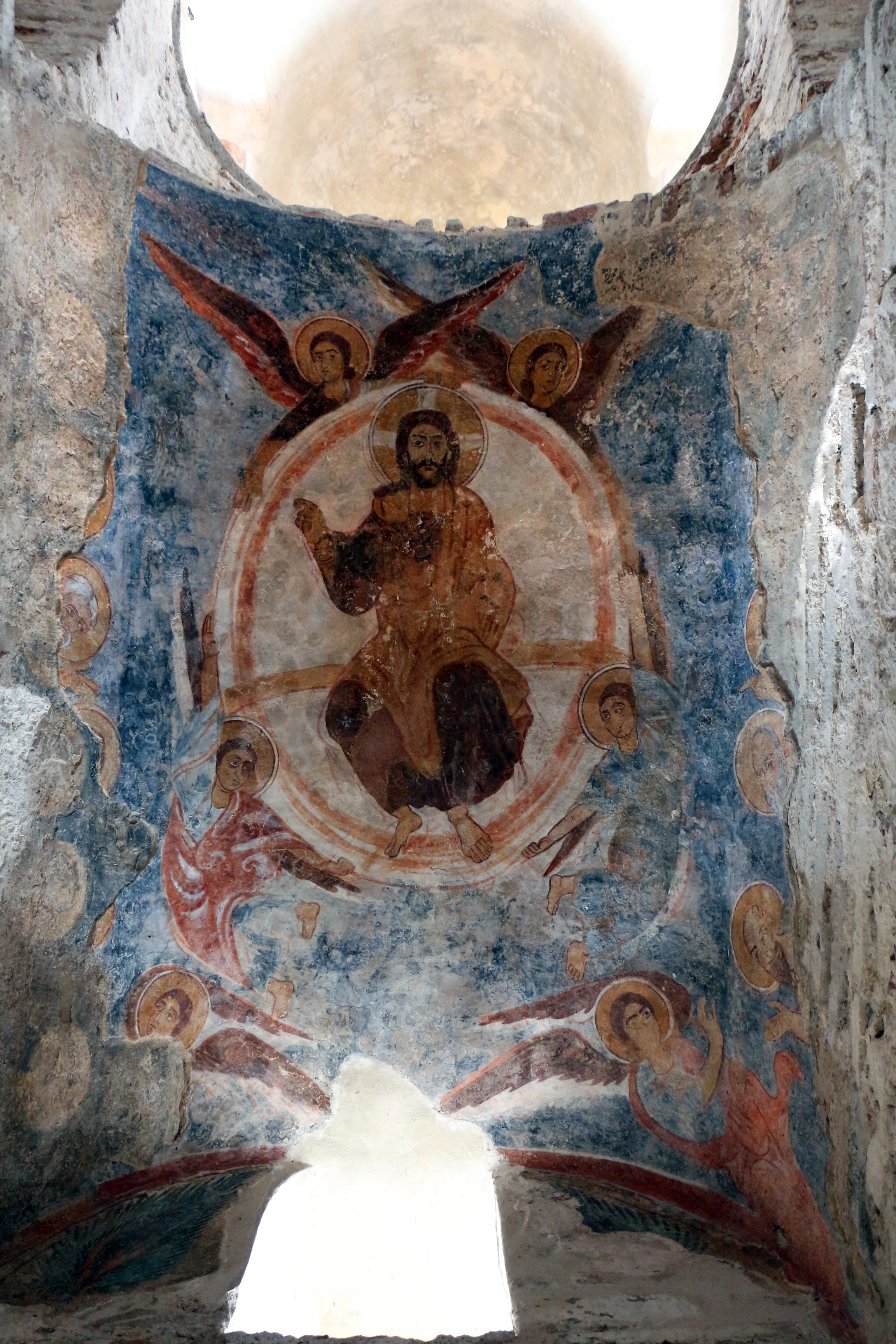
Christ Pantocrator (vers 1190).
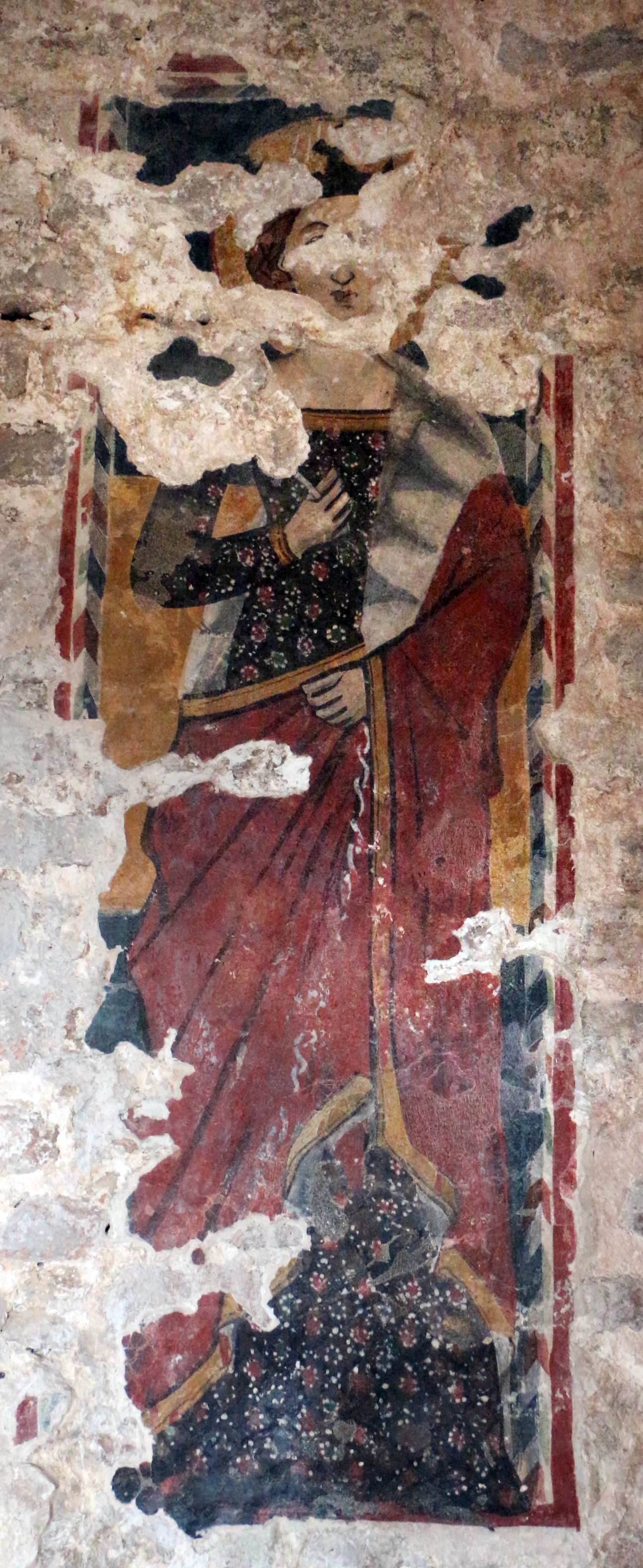
Saint non-identifié (vers 1000).
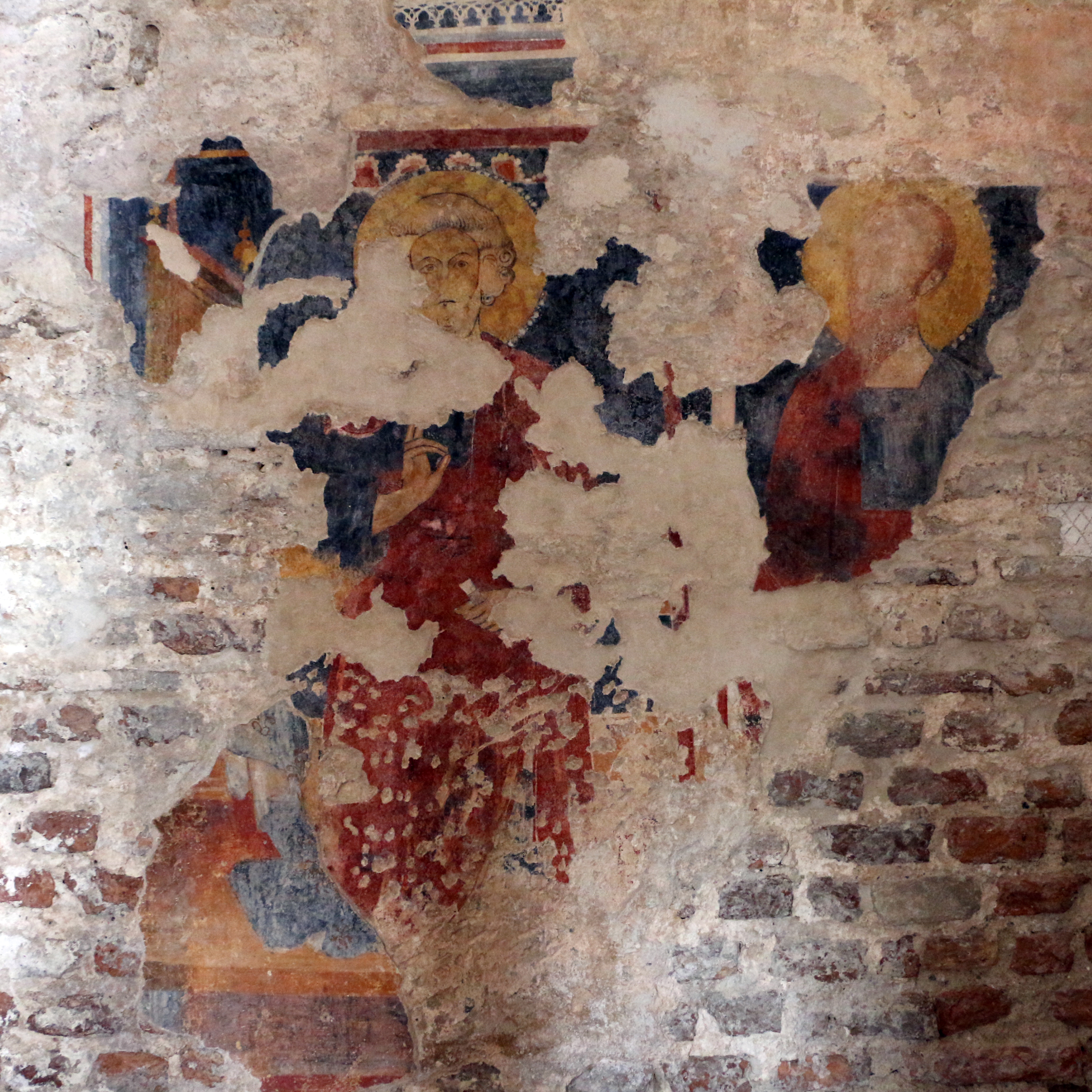
Saints non-identifiés, dont l'un porte une cartouche grecque (vers 1000).
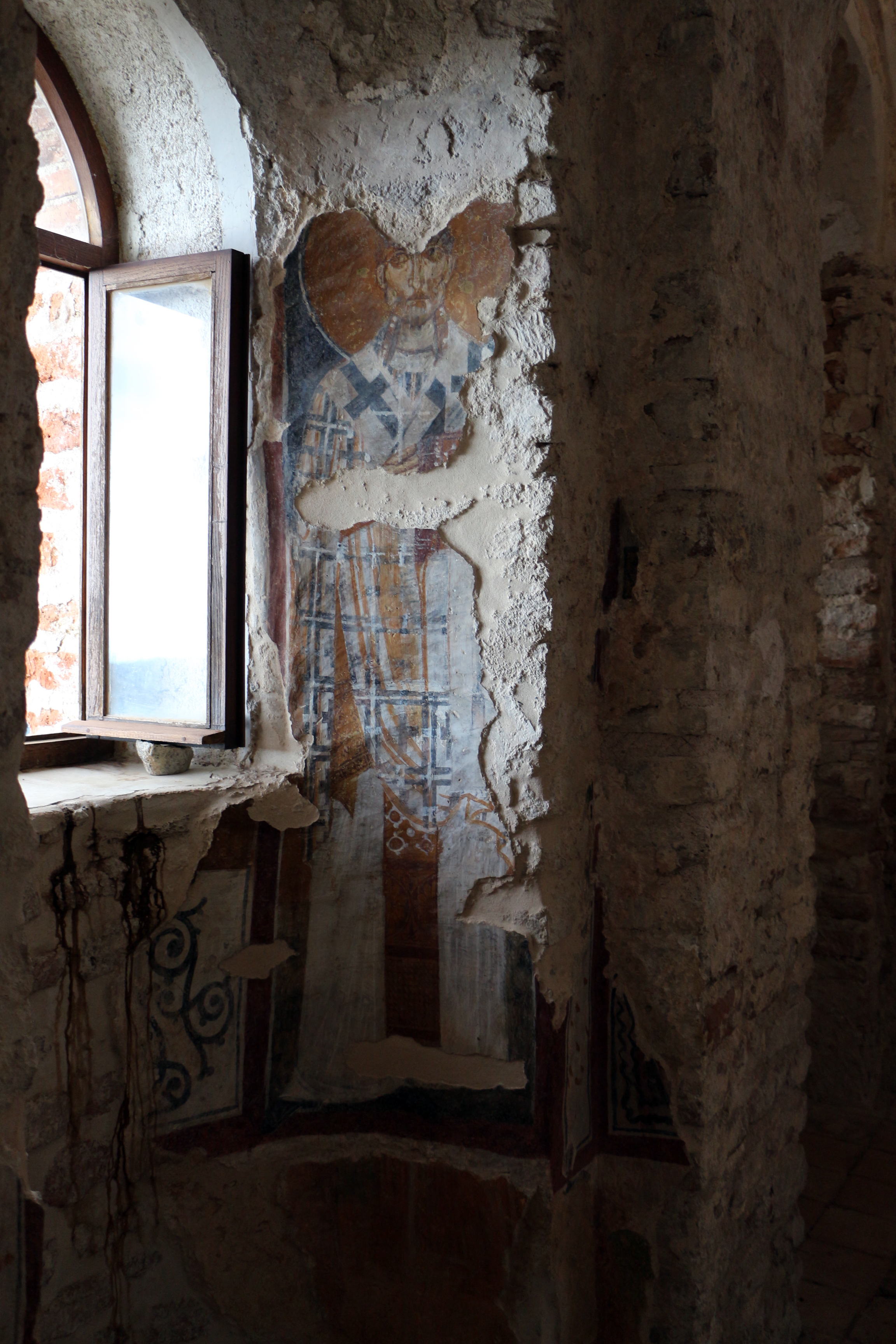
Saint Jean Chrysotome (vers 1190).
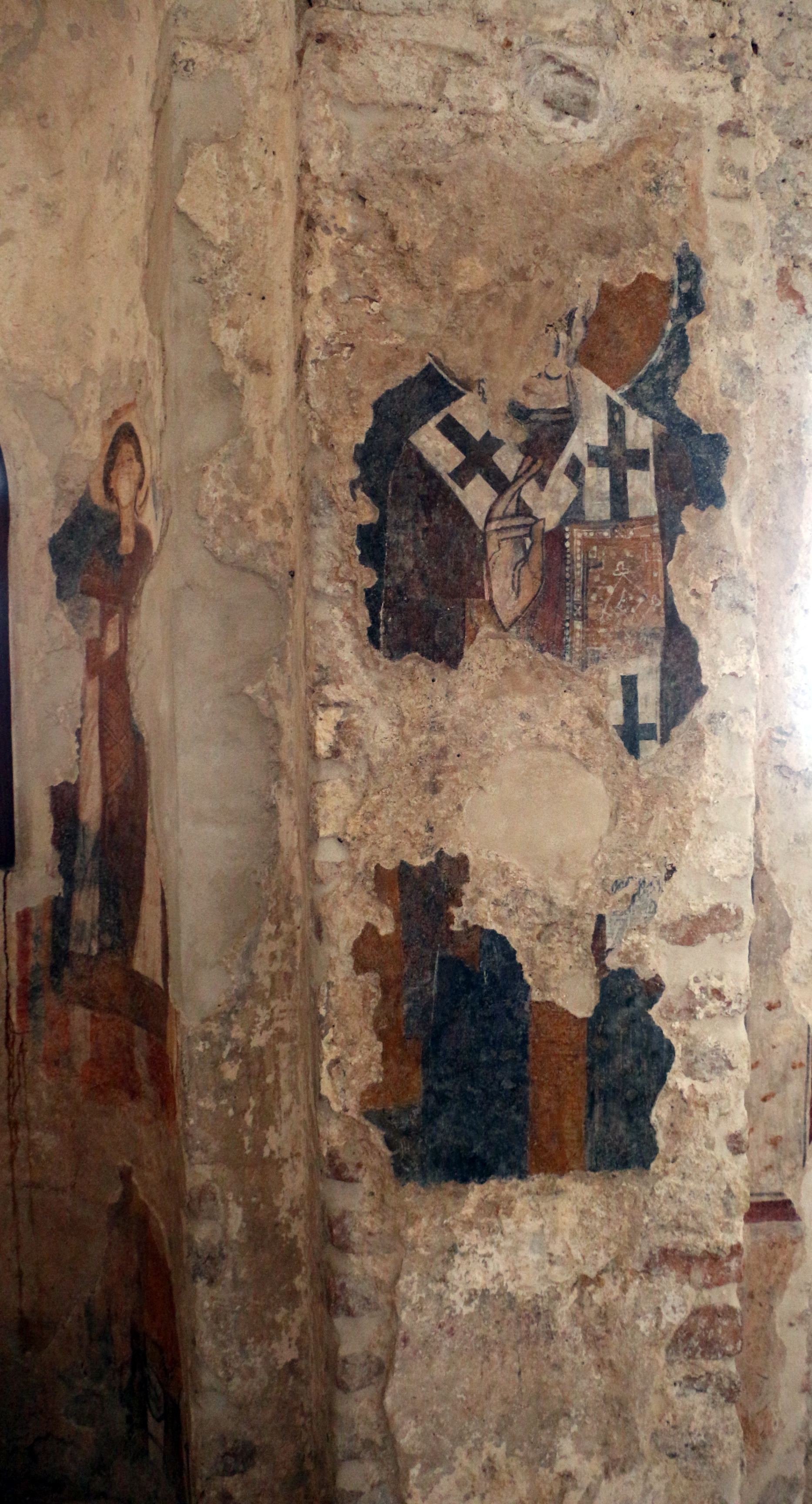
Saint évêque (vers 1190).
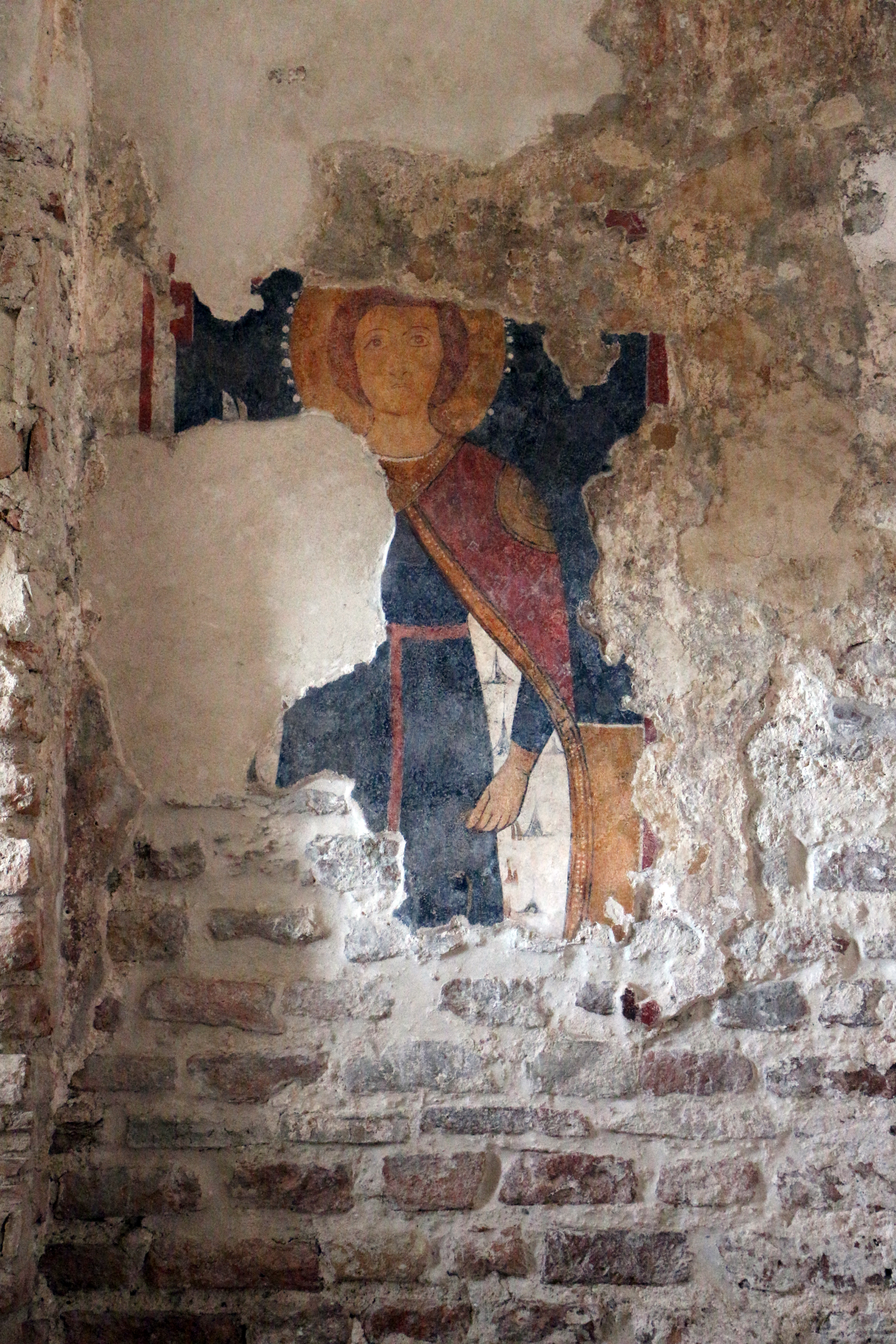
Saint évêque (vers 1190).
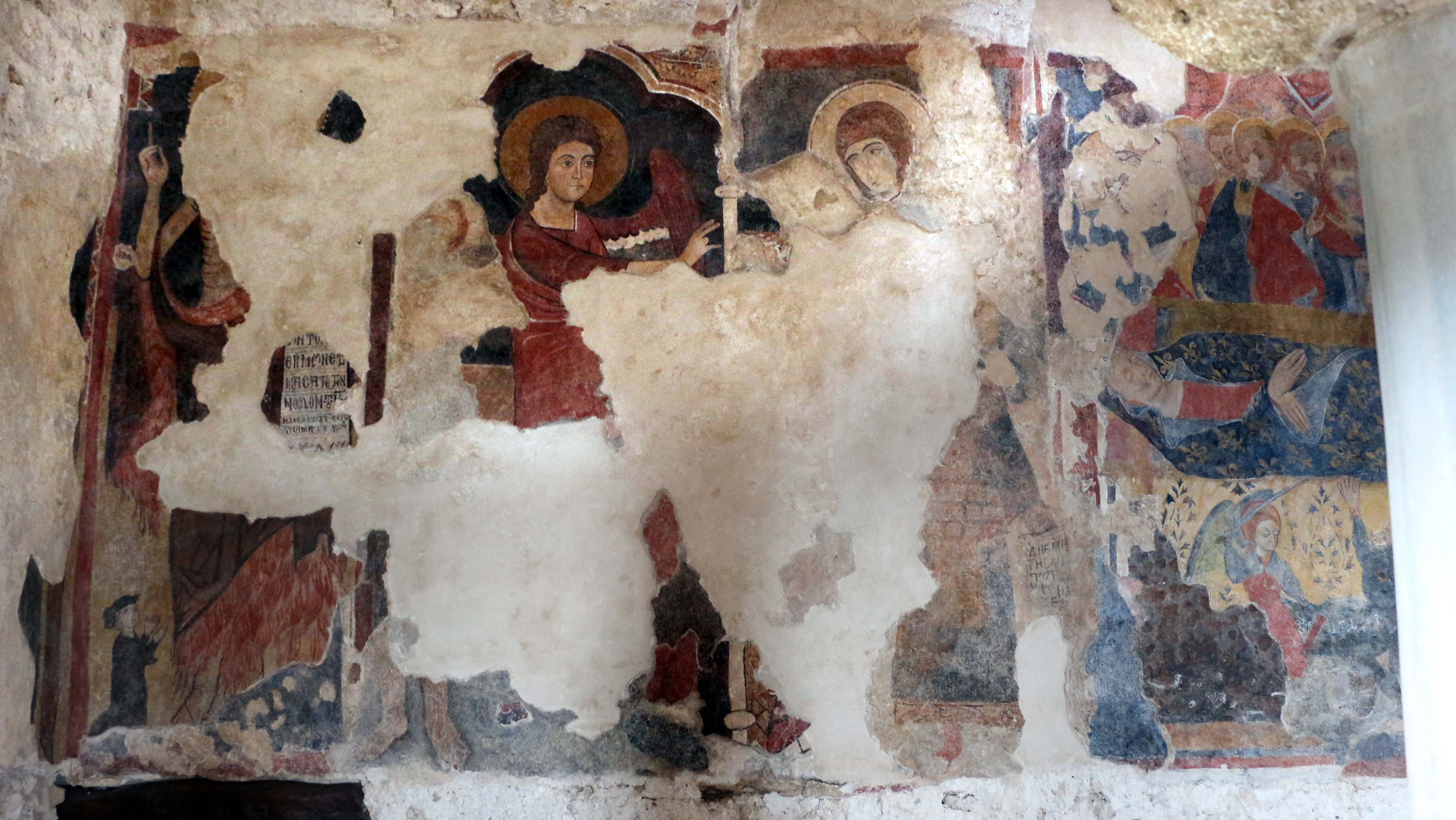
Saint Jean-Baptiste, l'archange Gabriel et les saints Barthélemy et Marguerite (vers 1300).
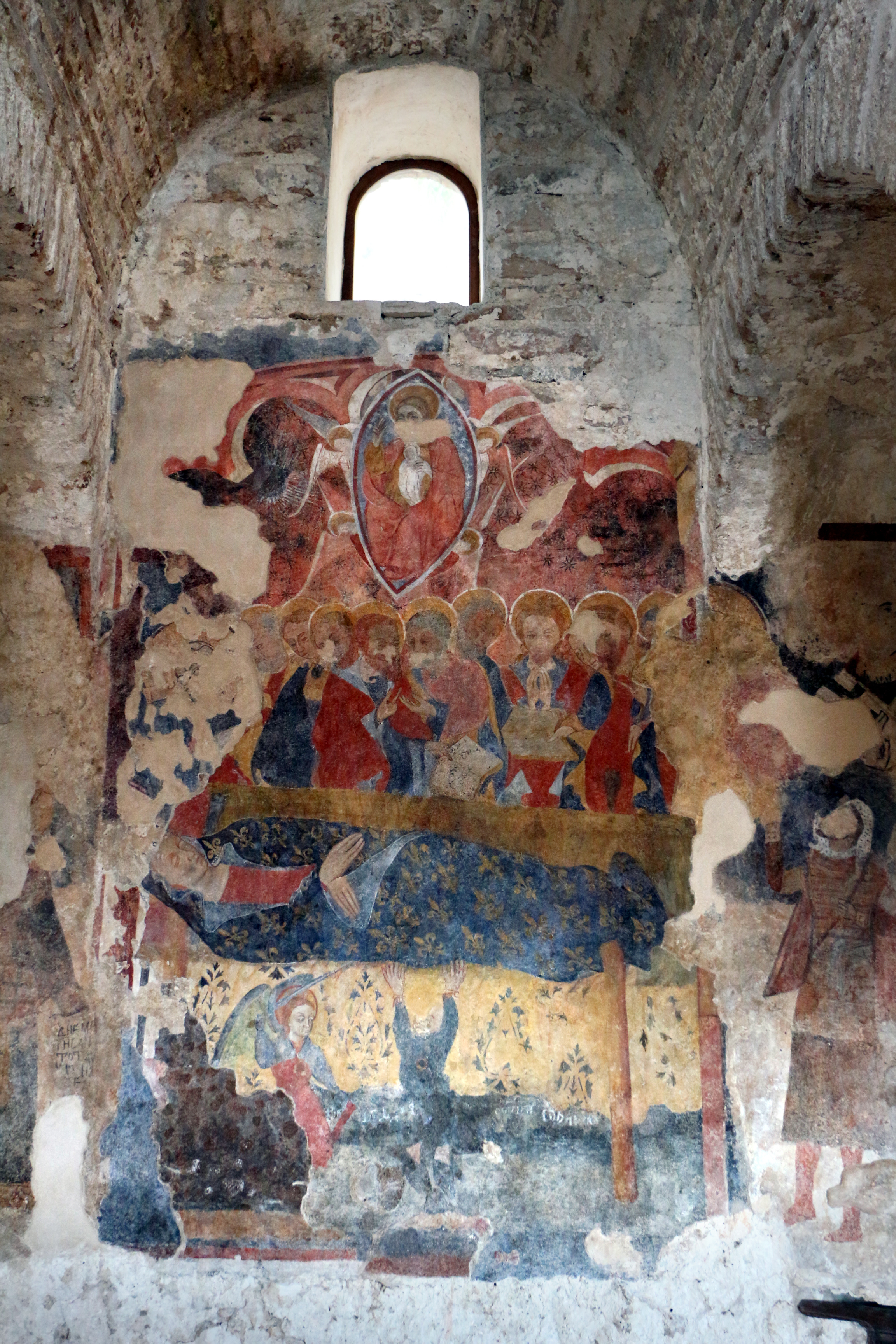
Dormition de la Vierge (1552).